# Amtsgericht Beverstedt
Das Amtsgericht Beverstedt war ein Gericht der ordentlichen Gerichtsbarkeit in Beverstedt.
Nach der Revolution von 1848 wurde im Königreich Hannover die Rechtsprechung von der Verwaltung getrennt und die Patrimonialgerichtsbarkeit abgeschafft.
Das Amtsgericht wurde daraufhin mit der Verordnung vom 7. August 1852 die Bildung der Amtsgerichte und unteren Verwaltungsbehörden betreffend als königlich hannoversches Amtsgericht gegründet.
Es umfasste das Amt Beverstedt.
Das Amtsgericht war dem Obergericht Lehe untergeordnet.  Im Jahre 1859 wurde das Amtsgericht aufgelöst und sein Gerichtsbezirk auf die Amtsgerichte Bremervörde, Osterholz und Lehe verteilt.